# Marina Tsvetajeva
Marina Ivanovna Tsvetajeva (russisk: Мари́на Ива́новна Цвета́ева, tr. Marína Ivánovna Tsvetájeva; født 9 oktober 1892 i Moskva, død 31. august 1941 i Jelabuga, Tatariske ASSR, Sovjetunionen) var en russisk digter og forfatter i de russiske symbolistiske- og akmeistiske bevægelser.
Tsvetajeva var datter af en historieprofessor og en meget belæst moder. Da moderen udviklede TBC flyttede familien i 1902 til Schweiz for at komme til et bedre klima. Moderen døde i 1906. Tsvetajeva lærte fransk og tysk og fra 1908 læste hun litteraturhistorie ved Sorbonne. Hendes første digtsamling Aftenalbum (russisk: Вечерний альбом, tr. Vetjernij albom) blev udgivet i 1910.